# Creatonotos transiens
Creatonotos transiens är en fjärilsart som beskrevs av Walker 1855. Creatonotos transiens ingår i släktet Creatonotos och familjen björnspinnare. Inga underarter finns listade i Catalogue of Life.

## Bildgalleri

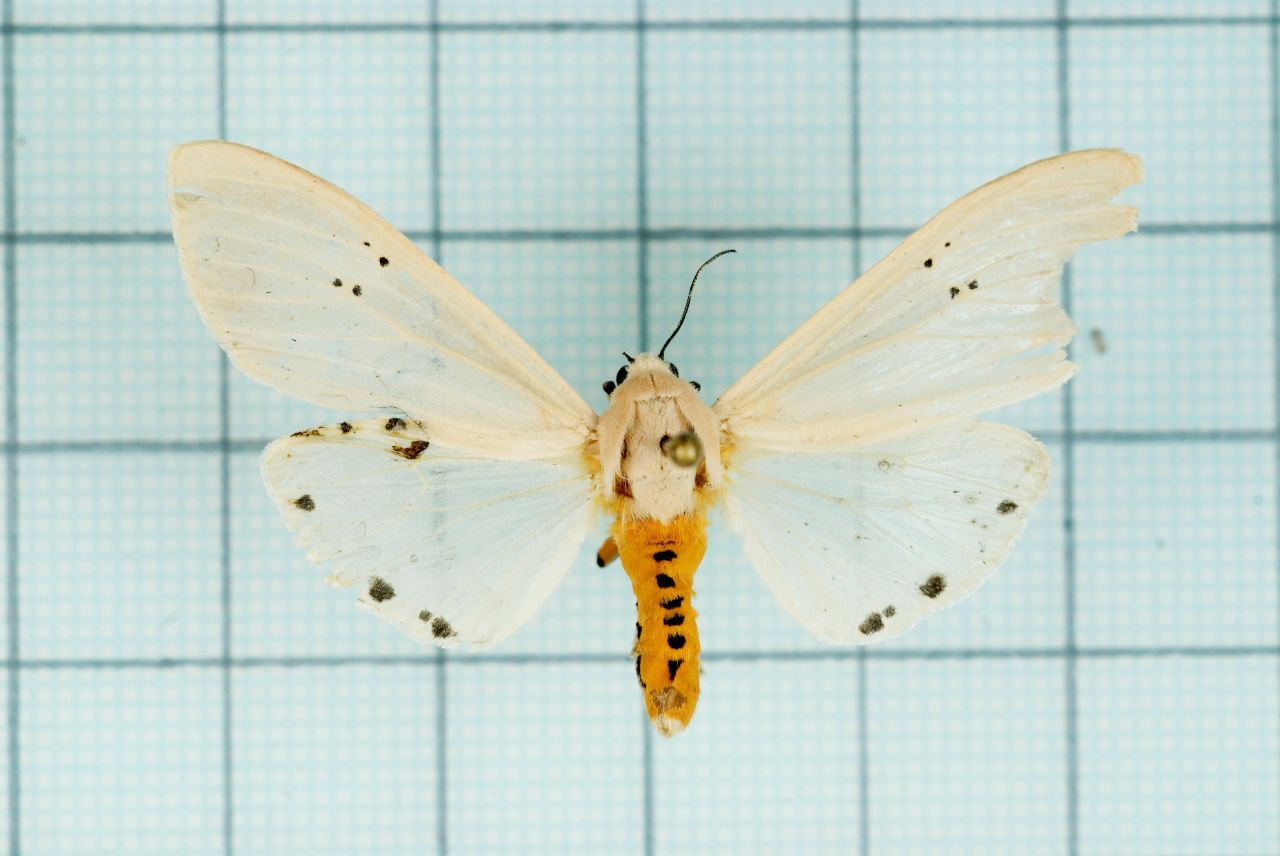